# Nikola Ninković
Nikola Ninković, né le  19 décembre 1994 à Bogatić, est un footballeur serbe qui évolue au poste de milieu de terrain au Torpedo Koutaïssi.

## Statistiques

### En club
| Saison                | Club                  | Championnat           | Championnat | Championnat | Coupe(s) nationale(s) | Coupe(s) nationale(s) | Compétition(s) continentale(s) | Compétition(s) continentale(s) | Compétition(s) continentale(s) | Total | Total |
| Saison                | Club                  | Division              | M.          | B.          | M.                    | B.                    | Comp.                          | M.                             | B.                             | M.    | B.    |
| 2011-2012             | Partizan Belgrade     | Super Liga Srbije     | 4           | 0           | 1                     | 0                     | C1                             | 2                              | 0                              | 7     | 0     |
| 2012-2013             | Partizan Belgrade     | Super Liga Srbije     | 12          | 3           | 1                     | 0                     | C1, C3                         | 5                              | 0                              | 18    | 3     |
| Sous-total            | Sous-total            | Sous-total            | 16          | 3           | 2                     | 0                     | -                              | 7                              | 0                              | 25    | 3     |
| Total sur la carrière | Total sur la carrière | Total sur la carrière | 16          | 3           | 2                     | 0                     | -                              | 7                              | 0                              | 25    | 3     |

## Palmarès

### En club
- Super Liga
  - Vainqueur de la Super Liga en 2012 et 2013 et 2015 avec le Partizan Belgrade.
- Serie B
  - Vainqueur en 2018 avec l'Empoli FC.